# 10 năm 3 tháng 30 ngày
Mười Năm Ba Tháng Ba Mươi Ngày (tiếng Trung: 十年三月三十日; bính âm: Shi Nian San Yue San Shi Ri) được chuyển thể từ bộ manga Nhật Bản Asunaro Hakusho kết hợp với nội dung bộ phim “Tình Yêu Bì Thư Trắng” Cenic Media và San Ren Film and Television cùng các công ty khác hợp tác sản xuất và công chiếu mạng iQiyi và Tencent vào ngày 19 tháng 9 năm 2019 cho đến ngày 13 tháng 10 của năm 2019. Bộ phim được khởi chiếu tại Thâm Quyến vào ngày 15 tháng 11 năm 2017, và được kết thúc tại Tô Châu vào ngày 1 tháng 3 năm 2018.

## Nội dung
Nội dung của 10 năm 3 tháng 30 ngày xoay quanh chuyện tình cảm và công việc của cặp đôi chính Cận Nhiên (Đậu Kiêu đóng) và Viên Lai (Cổ Lực Na Trát đóng). Cận Nhiên và Viên Lai yêu nhau từ thời còn đi học nhưng vì vài lý do, họ chia tay. Năm năm sau, Cận Nhiên quyết định trở về nước vì muốn bắt đầu lại với Viên Lai. Họ chạm mặt nhau thường xuyên, những khúc mắc trong quá khứ dần được tháo gỡ và cuối cùng là tìm lại cho mình một tình yêu đích thực.
Ngoài cặp đôi chính Cận Nhiên và Viên Lai, bộ phim còn kể về câu chuyện của hai cặp đôi khác, đó là Đinh Ngang (Kim Trạch Hạo đóng) – Từ Tân Di (Vương Tư Doãn đóng) và Triệu Thừa Chí (Từ Chính Khê đóng) – Thẩm Song Song (Tống Nghiên Phi đóng). Câu chuyện của Đinh Ngang và Từ Tân Di tuy không rắc rối như của cặp đôi chính, nhưng cũng gian nan để đến với nhau. Trong khi hai cặp trên đều quá gian truân thì cặp đôi Triệu Thừa Chí – Thẩm Song Song lại lầy lội và hài hước hơn nhiều.

## Diễn viên
| Diễn viên       | Vai diễn       | Giới thiệu                                                                    |
| --------------- | -------------- | ----------------------------------------------------------------------------- |
| Đậu Kiêu        | Cận Nhiên      | đẹp trai tài giỏi, là một người đàn ông ấm áp, chung tình                     |
| Cổ Lực Na Trát  | Viên Lai       | xinh đẹp tài năng, là một cô gái tự lập tự cường                              |
| Từ Chính Khê    | Triệu Thừa Chí | lầy lội nhưng sâu thẳm bên trong là nỗi buồn vì người mình yêu không yêu mình |
| Tống Nghiên Phi | Thẩm Song Song | là một người hài hước, dám nghĩ dám làm                                       |
| Kim Trạch Hạo   | Đinh Ngang     | hết lòng vì người mình yêu dù có bị cự tuyệt                                  |
| Vương Tư Doãn   | Từ Tân Di      | tuy hay nói cười nhưng trong lòng chất chứa nhiều tâm tư                      |